# بخش بیکاه
بخش بیکاه، یکی از بخش‌های شهرستان رودان در استان هرمزگان ایران است. مرکز این بخش، شهر بیکاه است.

## تقسیمات کشوری
- بخش بیکاه
  - دهستان اسلام‌آباد
  - دهستان بیکاه

شهر: بیکاه

## جمعیت
بر پایه سرشماری عمومی نفوس و مسکن در سال ۱۳۹۵، جمعیت بخش بیکاه برابر با ۱۷٬۹۷۳ نفر بوده‌است.